# 스테퍼니 퀄렉

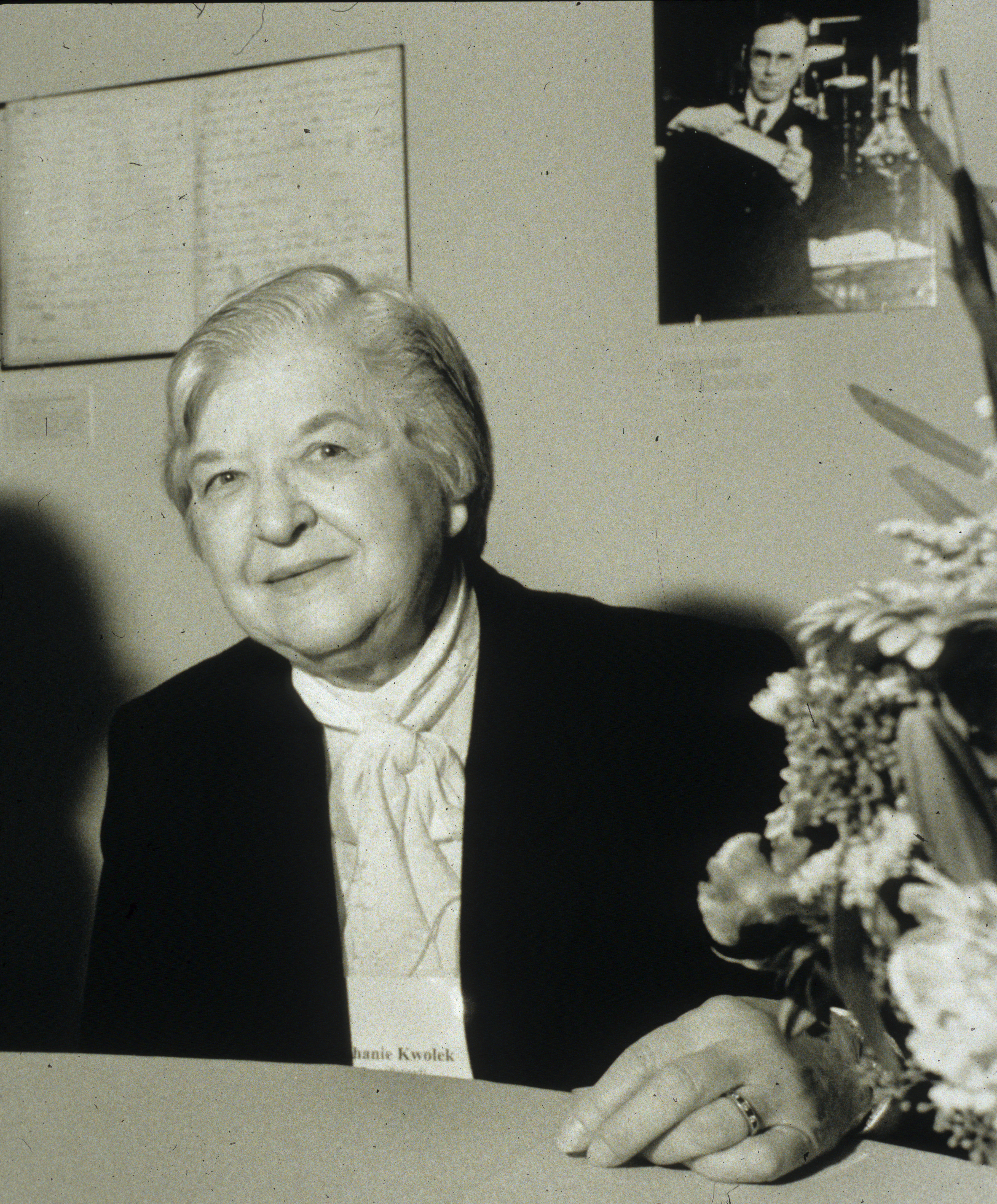
스테퍼니 퀄렉

스테퍼니 퀄렉(Stephanie Kwolek, 1923년 7월 31일 ~ 2014년 6월 18일)은 미국의 화학자이다.
방탄조끼용 합성섬유 케블라를 발명했다. 듀폰 사에서 은퇴할 때까지 40년 이상 일했고 2015년 기준 유일한 라부아지에 메달 여성 수상자이다.

## 같이 보기
- 과학과 여성